# Xéchoro
Xéchoro är en ort i Grekland.   Den ligger i prefekturen Thesprotia och regionen Epirus, i den nordvästra delen av landet, 300 km nordväst om huvudstaden Aten. Xéchoro ligger 397 meter över havet och antalet invånare är 137.
Terrängen runt Xéchoro är huvudsakligen kuperad, men den allra närmaste omgivningen är bergig. Runt Xéchoro är det glesbefolkat, med 12 invånare per kvadratkilometer. Närmaste större samhälle är Igoumenitsa, 19,1 km sydväst om Xéchoro. I omgivningarna runt Xéchoro växer i huvudsak blandskog.